# Террористические акты в Адене (2020)
Террористические акты в Адене — серия терактов, произошедших в международном аэропорту города Адена в Йемене 30 декабря 2020 года.

## Предыстория
Чтобы справиться с конфликтами и противоречиями между правительством Йемена и сепаратистским Южным переходным советом, при поддержке соседней Саудовской Аравии был сформирован новый кабинет министров. Правительство Йемена базировалось в городе Адене, ставшим временной столицей международно признанных властей Йемена после захвата власти в Сане в 2014 году повстанцами-хуситами. При этом в последнее время правительство Йемена обычно вело свою деятельность в изгнании в Саудовской Аравии.
После того, как в начале декабря было объявлено о создании нового кабинета из 24 министров, новое правительство во главе с премьер-министром Маином Абдель Малик Саидом было приведёно к присяге президентом Мансуром Хади 26 декабря 2020 года в столице Саудовской Аравии Эр-Рияде. Недавно сформированное и международно признанное правительство планировало транслировать по телевидению свое возвращение из Саудовской Аравии в Йемен, чтобы дать понять своим гражданам, что их проблемы будут решены.

## Атака
Самолёт с новым правительством Йемена, включая премьер-министра и посла Саудовской Аравии в Йемене, прибыл из Саудовской Аравии и приземлился в аэропорту Адена. Во время посадки самолёта в зале прилётов аэропорта произошли два мощных взрыва. После этого группа вооружённых боевиков открыла огонь по аэропорту.
По меньшей мере 27 человек погибли и более 110 получили ранения. Среди жертв были гуманитарные работники и официальные лица. Погибли репортёр йеменского телевидения Belqees и трое сотрудников Международного комитета Красного Креста, включая двух йеменцев и одного руандийца; трое других получили ранения. Также были ранены 10 журналистов. Однако все пассажиры правительственного самолета не пострадали, так как ещё не вышли из самолета, а находились на борту. Они были доставлены в безопасное место. После теракта тела погибших были обнаружены брошенными на взлётно-посадочную полосу и в других местах аэропорта.

## Последствия
Министр информации Йемена первоначально обвинил в нападении хуситов, но группа отрицает свою причастность. Позже ещё один взрыв раздался вокруг дворца Машик, президентского дворца в Адене, куда после нападения на аэропорт был переведен недавно сформированный кабинет Йемена.